# Этол
Этол (др.-греч. Αἰτωλός) — в древнегреческой мифологии один из сыновей Эндимиона и морской нимфы (или Ифианассы). Либо сын Зевса и Протогении. Либо сын Ойнея.
После смерти отца участвовал в соревнованиях в беге на право занять отцовский трон, но проиграл брату Эпею. Стал царем Элиды после брата Эпея. Затем, во время гонок на колесницах, нечаянно задавил колесницей Апида (Аписа), сына Ясона, во время погребальных игр в честь Азана.
Сыновья Апида добились его осуждения за убийство, и он бежал в страну Куретиду вдоль Ахелоя. Там он убил сыновей Фтии и Аполлона и назвал землю Этолией. Согласно историку Эфору, изгнан Салмонеем из Элеи в Этолию и объединил её города, назвав страну своим именем. Победил в войне куретов.
Власть в Элиде после изгнания Этола перешла к Форбанту, сыну Лапифа, мужу Гирмины, дочери Эпея.
Жена Проноя, сыновья Плеврон и Калидон.